# Wang Chuanfu
Wang Chuanfu (en chinois : 王传福), né le 8 avril 1966 dans le xian de Wuwei, est un chimiste chinois devenu chef d'entreprise. Il est le fondateur et le dirigeant de la société BYD, notamment active dans la construction automobile. Il possède une fortune de 22,4 milliards de dollars en 2024.

## Biographie

### Jeunesse
Wang Chuanfu naît dans le xian (comté) de Wuwei, dans la province d'Anhui, dans une famille d'agriculteurs pauvres. Pendant ses études secondaires, il est pris en charge par son frère aîné et sa sœur, car ses deux parents sont décédés durant sa jeunesse,.
Après le lycée, il étudie la chimie physique métallurgique à l'ancienne Central South Industrial University (actuelle Central South University) et obtient son diplôme en 1987. Il obtient ensuite une maîtrise en 1990 à l'Institut général de recherche sur les métaux non ferreux de Pékin (aujourd'hui Groupe GRINM).

### Carrière
Wang Chuanfu travaille plusieurs années comme chercheur financé par le gouvernement, avant de rejoindre, en 1995, le secteur privé et de fonder sa propre entreprise, BYD Company, à l'extérieur de Shenzhen. Fondée avec son cousin Lu Xiangyang alors qu'il a 29 ans, la société BYD devient le plus grand fabricant de batteries de téléphones portables au monde. 
Début 2009, sa fortune est estimée à 3,4 milliards de dollars, ce qui en fait la 408e fortune mondiale, selon Hurun Report. Fin 2009, sa fortune nette atteint 5,1 milliards de dollars, faisant de lui l'homme le plus riche de Chine, toujours selon Hurun. Cela est dû en grande partie à la multiplication par cinq de la valeur de son entreprise après que Berkshire Hathaway, la société d'investissement de Warren Buffett, a acheté 225 millions de nouvelles actions de BYD en 2008. 
Entre 2020 et 2021, selon Forbes, sa fortune est presque multipliée par 4, passant de 4,4 à plus de 16,3 milliards de dollars. En novembre 2021, le média rapporte que Wang Chuanfu est à la tête d'une fortune de 23,5 milliards de dollars, faisant de lui la 14e personne la plus riche de Chine. Cette augmentation est due à une multiplication par deux du prix de l'action de BYD par rapport à l'année précédente. 
En novembre 2024, il possède 22,4 milliards de dollars. 
Le magazine TIME l'inclut en 2024 dans sa liste des Time 100, les 100 personnes les plus influentes de l'année 2024. 

## Activités politiques
Wang Chuanfu est membre du Parti communiste chinois et fait partie de l'Assemblée nationale populaire, le Parlement monocaméral chinois. 
Son entreprise est proche du gouvernement chinois et il se serait servi de son réseau politique pour accélérer son développement. En 2009, il participe notamment au Forum international de l'industrie automobile chinoise, organisé par le gouvernement, et fait ensuite pression sur les autorités chinoises pour qu'elles acceptent de mettre en place des normes avantageuses pour BYD.  

## Vie privée
Wang Chuanfu est marié et vit à Shenzhen.